# Ibükosz
Ibükosz görög kardalköltő volt az I. e. 6. században.
Dél-Itáliában, Rhégionban született előkelő családban. Pályája elején mitológiai tárgyú elbeszélő dalokat alkotott. Hosszabb ideig Számoszon, Polükratész udvarában élt, ahol megismerkedett Anakreónnal. Versei alapján kortársai a szerelem megszállottjának tartották. Ibükosznak több verse is fennmaradt – Polükratészhez, A szép Eurüalosz, Erósz és Halál ellen nincs orvosság –, általában töredékesen.
A monda szerint az iszthmoszi játékokra tartott, amikor rablók meggyilkolták. Nemesziosz Az ember természetéről című munkájának 42. fejezetében a gondviselés ismert példájaként hivatkozik az esetre. Leírás szerint a gyilkosságnak nem voltak szemtanúi, csak a helyszín felett repülő darvak, így Ibükosz őket szólította meg, kérvén, álljanak bosszút érte.
A gyilkosokat nem találták meg, de ők egy színházi előadáson elárulták magukat, amikor egyikük, a felettük repülő darvakat látva, így szólt a másikhoz: Íme, Ibükosz bosszúállói! Ez gyanús lett a közelükben ülőknek, akik jelentették a történteket. A hatóságok elfogták a férfiakat, akik később beismerték tettüket. A történetet Friedrich Schiller is feldolgozta Ibükosz darvai (Die Kraniche des Ibykus) című balladájában.